# Paranerita kennedyi
Paranerita kennedyi là một loài bướm đêm thuộc phân họ Arctiinae, họ Erebidae.